# The Speaks (banda)
The Speaks es una famosa banda musical de Filipinas que se formó en los Estados Unidos en 1999. La banda se formó por sus siguientes integrantes como el guitarrista Cal Stamp, el bajista Jerry Delino, el baterista Johnny Abelende, el vocalista Rafael Toledo, y el guitarrista Archie dela Cruz.  Más adelante se unió a la banda el percusionista Johnny Abelende y el guitarrista Seigfred Fuster. Todos los integrantes de la banda, residian en Washington D. C.. Cuando The Speaks  empezaba a darse a conocer en el mundo del espectáculo, ellos se dieron a conocer con sus primeros temas musicales como "High" y "Life's A Joke". La canción "High" logró posesionarse en el Top 40 en su país de origen en Filipinas (llegando ocupar el puesto número 1 en las listas de los rankings radiales por 7 semanas consecutivas), en el "Life's A Joke" llegó a posesionaese en el Top 30, durante 6 meses también en las Filipinas en 2005. Su álbum titulado Manila Bulletin, debutó y se mantuvo como número uno en la estación de radio en línea Filetopia en el Reino Unido. Su otro álbum, This is the Time, tuvo bastante éxito en las listas de radio en otros países del continente asiático. El  Washington Post , declaró a la banda como una de las 5 mejores en 2009.
La banda fue codirigida por Rob Shipp y Jerry García.

## Discografía
- "High"
- "Life's A Joke"
- "This is the Time"
- "Carpe Diem"
- "Regret"
- "Nowhere Fast"